# NGC 5719
NGC 5719 (również PGC 52455 lub UGC 9462) – galaktyka spiralna z poprzeczką (SBab/P), znajdująca się w gwiazdozbiorze Panny. Odkrył ją William Herschel 11 kwietnia 1787 roku.

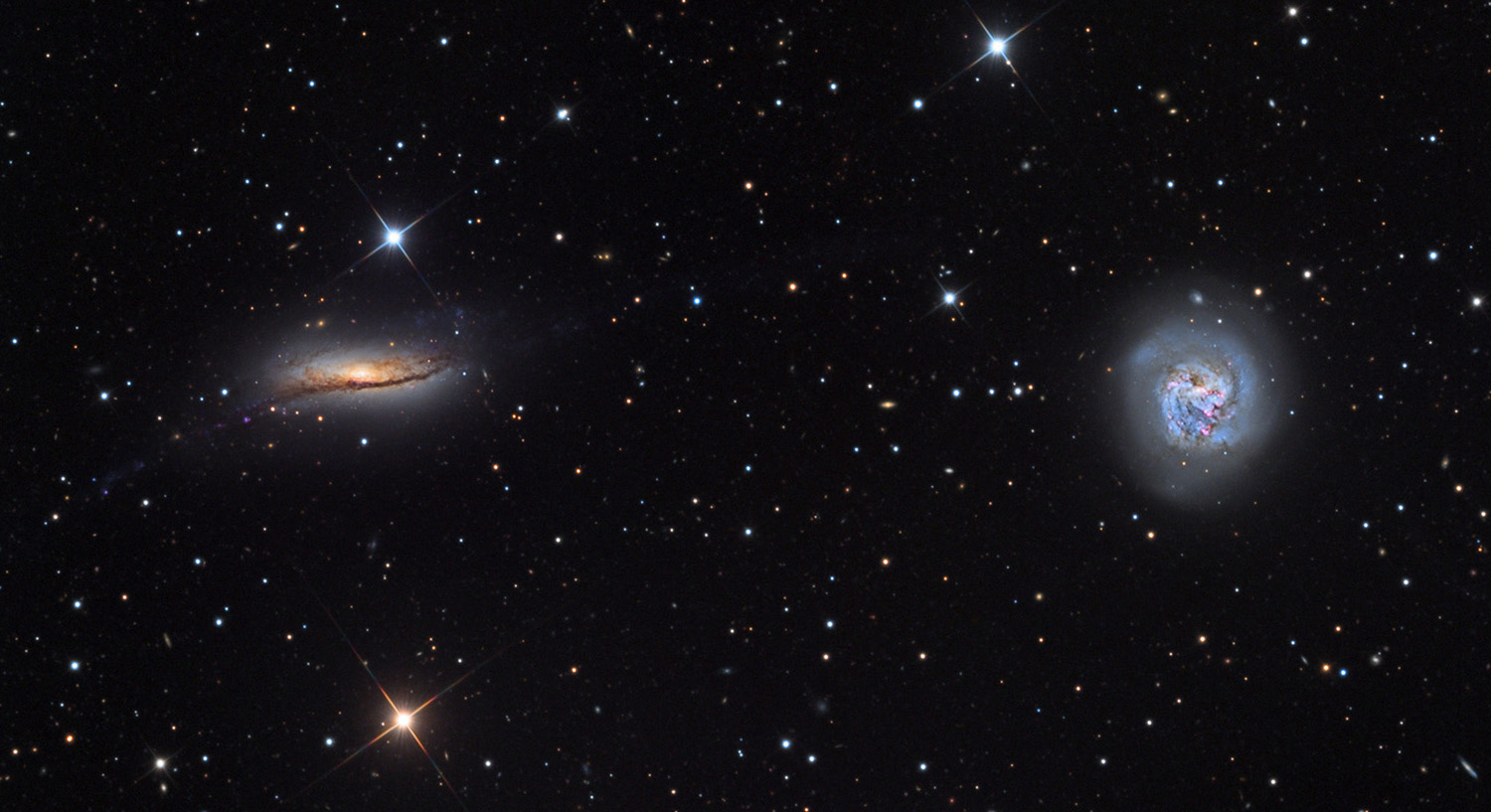
NGC 5719 (z lewej) i NGC 5713 (zdj. Mount Lemmon SkyCenter)

Oddziałuje grawitacyjnie z galaktyką NGC 5713.
Galaktyka otrzymała oznaczenie NGC 5719 w New General Catalogue Johna Dreyera. Prawdopodobnie, inny obiekt z tego katalogu – NGC 5658 – to skatalogowana z błędną pozycją obserwacja tej galaktyki przeprowadzona przez George’a Phillipsa Bonda 9 maja 1853 roku.